# Phép màu (bài hát)
"Phép màu" là bài hát đầu tay của nhóm nhạc indie Việt Nam MAYDAYs, kết hợp với nhà sản xuất âm nhạc Minh Tốc. Đây là ca khúc chủ đề cho bộ phim ngắn Đàn cá gỗ do Nguyễn Phạm Thành Đạt đạo diễn, được sáng tác và thể hiện bởi nam ca sĩ người Việt Nam Nguyễn Quốc Hùng – diễn viên chính trong phim và cũng là giọng ca chính của MAYDAYS. Bài hát ra mắt ở hạng 2 trên bảng xếp hạng The Official Vietnam Chart của Liên đoàn Công nghiệp ghi âm Quốc tế (IFPI), và không lâu sau đó đã vươn lên dẫn đầu tại cả bảng xếp hạng này lẫn Billboard Vietnam Hot 100.
"Phép màu" miêu tả những cuộc gặp gỡ định mệnh cũng như gửi gắm niềm tin, hy vọng và sự an ủi vào tình yêu và cuộc sống. Bài hát được phát hành vào ngày 14 tháng 2 năm 2025 và đã lan truyền rộng rãi trên mạng xã hội chỉ sau vài tháng nhờ vào giai điệu gần gũi cùng lời ca giản dị, chân thành.

## Sáng tác và sản xuất
Có thời lượng 4 phút 27 giây, bài hát được Nguyễn Quốc Hùng (Nguyễn Hùng) – giọng ca chính trong nhóm nhạc MAYDAYs – sáng tác và trình bày. Các thành viên còn lại của MAYDAYs cũng tham gia vào quá trình biên nhạc và chơi nhạc cụ bao gồm Lê Khoa (keyboard), Lê Khải (guitar), Michel Tran (trống) và Tú Nguyên (bass). Theo Thanh niên Việt, phần nhạc được xây dựng dựa trên âm thanh guitar mộc mạc, kết hợp với tiếng piano du dương và tiếng trống chậm rãi, mang âm hưởng rock ballad. Giai điệu của bài hát không cầu kỳ mà tập trung vào việc tạo ra không gian êm ái, thư giãn, chạm đến dòng cảm xúc của người nghe. Ca khúc cũng có sự xuất hiện của nhà sản xuất Minh Tốc trong vai trò thể hiện guitar solo ở đoạn chuyển tiếp cuối bài.

### Video âm nhạc
Một video âm nhạc (MV) cho "Phép màu" đã được ê-kíp sản xuất của chính phim Đàn cá gỗ thực hiện, với Nguyễn Phạm Thành Đạt viết kịch bản và đạo diễn. Được ghép nối từ nhiều cảnh quay khác nhau trong bộ phim, MV ghi lại hành trình trưởng thành của cặp đôi nam nữ chính (diễn xuất bởi Nguyễn Quốc Hùng và Nguyễn Minh Hà) từ những ngày đèo nhau đến trường cho đến khi cả hai kết hôn và về chung một nhà. Cuộc sống mưu sinh nơi miền biển khiến chàng trai không ngừng suy tư về "ngày rộng tháng dài" và nỗi lo gánh vác gia đình; anh mang theo trong mỗi chuyến đi biển một cuốn sổ tay ghi lời "Phép màu" – bài hát được anh viết dành tặng vợ, cũng là hiện thân cho niềm đam mê với âm nhạc mà anh đã phải từ bỏ để theo nghề đánh cá. Nam chính trong một lần đi biển đã không may vấp ngã xuống dòng nước, nhưng trong chính khoảnh khắc ấy, anh nhớ lại về những say mê cuồng nhiệt của thời tuổi trẻ và cầm đàn guitar chơi ngay giữa lòng đại dương.
Video được phát hành vào ngày 14 tháng 2 năm 2025, vài tháng sau khi Đàn cá gỗ được công chiếu và giành giải Cánh diều vàng 2024 cho Phim ngắn xuất sắc.

## Đón nhận và phổ biến
Phát hành vào giữa tháng 2 năm 2025, nhưng đến tháng 4 cùng năm "Phép màu" đã trở nên phổ biến trên các nền tảng mạng xã hội và được giới trẻ yêu thích. Bài hát đã được sử dụng làm nhạc nền cho nhiều video trên TikTok mang nội dung về tình bạn, tình yêu và sự chia ly, thậm chí còn được lồng ghép vào đoạn phim hồi tưởng về không khí mừng Đại lễ kỷ niệm 50 năm thống nhất đất nước. Bản nhạc cũng vang lên trong các buổi lễ tổng kết cuối năm tại nhiều trường học ở Việt Nam, gắn liền với những hình ảnh kỷ yếu cuối cấp như một biểu hiện cho tình bạn và quãng đời học sinh tươi đẹp.
Ca khúc được nhìn nhận là một hiện tượng âm nhạc khi từng vươn lên dẫn đầu các nền tảng nhạc số như Spotify, iTunes hay Apple Music. Tính đến ngày 29 tháng 6 năm 2025, ca khúc đã thu hút hơn 13 triệu lượt nghe trên Spotify và MV đạt hơn 31 triệu lượt xem trên YouTube. Thanh niên Việt đã gọi "Phép màu" là một "bản hit ngủ quên" (sleeper hit) và dành lời khen cho ca khúc của nhóm nhạc indie mới vì đã tạo nên "một câu chuyện truyền cảm hứng về âm nhạc 'sạch', thuần túy và không chạy theo công thức phổ thông". Harper's Bazaar nhận xét tác phẩm đã "trở thành một biểu tượng mới cho tình yêu, sự mất mát và cả lòng biết ơn những cuộc gặp gỡ tưởng chừng nhỏ bé".
"Phép màu" ra mắt trên bảng xếp hạng The Official Vietnam Chart tuần 19 năm 2025 của Liên đoàn Công nghiệp ghi âm Quốc tế (IFPI) ở vị trí thứ hai, và vươn lên giành hạng nhất chỉ sau đó một tuần. Tác phẩm cũng vượt qua một loạt ca khúc khác như "Bắc Bling", "Mất kết nối" và "Âm thầm bên em" để giữ vị trí dẫn đầu trên bảng xếp hạng Billboard Vietnam Hot 100 suốt bảy tuần liên tiếp. Theo chia sẻ từ đạo diễn Nguyễn Phạm Thành Đạt, anh vốn không có ý định đưa Đàn cá gỗ ra trình chiếu rộng rãi, nhưng nhờ sự hưởng ứng tích cực dành cho "Phép màu", ê-kíp đã quyết định phát hành chính thức bộ phim tại rạp. Ngay chính tác giả ca khúc là nhóm MAYDAYs cũng tỏ ra bất ngờ khi bài hát được viết riêng cho bộ phim lại có thể vượt ra ngoài khuôn khổ màn ảnh để trở thành hiện tượng.
Vào ngày 11 tháng 5 năm 2025, ca khúc lần đầu tiên được MAYDAYs trình diễn trực tiếp tại sự kiện Sạp Show 5 tổ chức tại Thành phố Hồ Chí Minh.

## Đội ngũ sản xuất
Thông tin được lấy từ phần ghi công cuối MV của bài hát.

### Âm nhạc
| - Ca sĩ: Nguyễn Quốc Hùng - Nhạc sĩ: Nguyễn Quốc Hùng - Biên nhạc: MAYDAYs - Keyboard: Lê Khoa - Bass: Tú Nguyên - Trống: Micheal Tran | - Guitar: Lê Khải - Guitar solo: Minh Tốc - Mixing/mastering: Đình Bin - Thu âm: Lương Minh Nhật, Đình Bin - Phòng thu: Spice Studio, Minh Trà Studio |

### Hình ảnh
| - Hãng sản xuất: Mounter - Diễn viên: Nguyễn Quốc Hùng, Nguyễn Minh Hà - Đạo diễn hình: Trần Thế Anh - Thiết kế sản xuất: Zen D - Thiết kế trang phục: Đoàn Bảo Ly | - Dựng phim: Nguyễn Phạm Thành Đạt - Giám đốc sản xuất: Nguyễn Phạm Thành Đạt, Trần Thế Anh - Nhà sản xuất: Nguyễn Vũ Hiền Chi, Nguyễn Phạm Thành Đạt - Kịch bản: Nguyễn Phạm Thành Đạt - Đạo diễn: Nguyễn Phạm Thành Đạt |

## Bảng xếp hạng
| Bảng xếp hạng (2025)      | Vị trí cao nhất |
| ------------------------- | --------------- |
| Việt Nam (IFPI)           | 1               |
| Billboard Vietnam Hot 100 | 1               |

## Lịch sử phát hành
| Khu vực  | Ngày                | Định dạng                       | Phiên bản | Nền tảng                | Hãng                  | Chú thích |
| -------- | ------------------- | ------------------------------- | --------- | ----------------------- | --------------------- | --------- |
| Quốc tế  | 14 tháng 2 năm 2025 | Phát trực tuyến Tải kỹ thuật số | Gốc       | Apple Music             | Universal Music Group | [ 3 ]     |
| Quốc tế  | 14 tháng 2 năm 2025 | Video âm nhạc                   | Gốc       | YouTube                 | Mounter               | [ 3 ]     |
| Quốc tế  | 21 tháng 2 năm 2025 | Phát trực tuyến Tải kỹ thuật số | Gốc       | Spotify • YouTube Music | Universal Music Group |           |
| Việt Nam | 21 tháng 2 năm 2025 | Phát trực tuyến Tải kỹ thuật số | Gốc       | Zing MP3 • NhacCuaTui   | Universal Music Group | [ 15 ]    |